# الآثار الصحية للأملاح

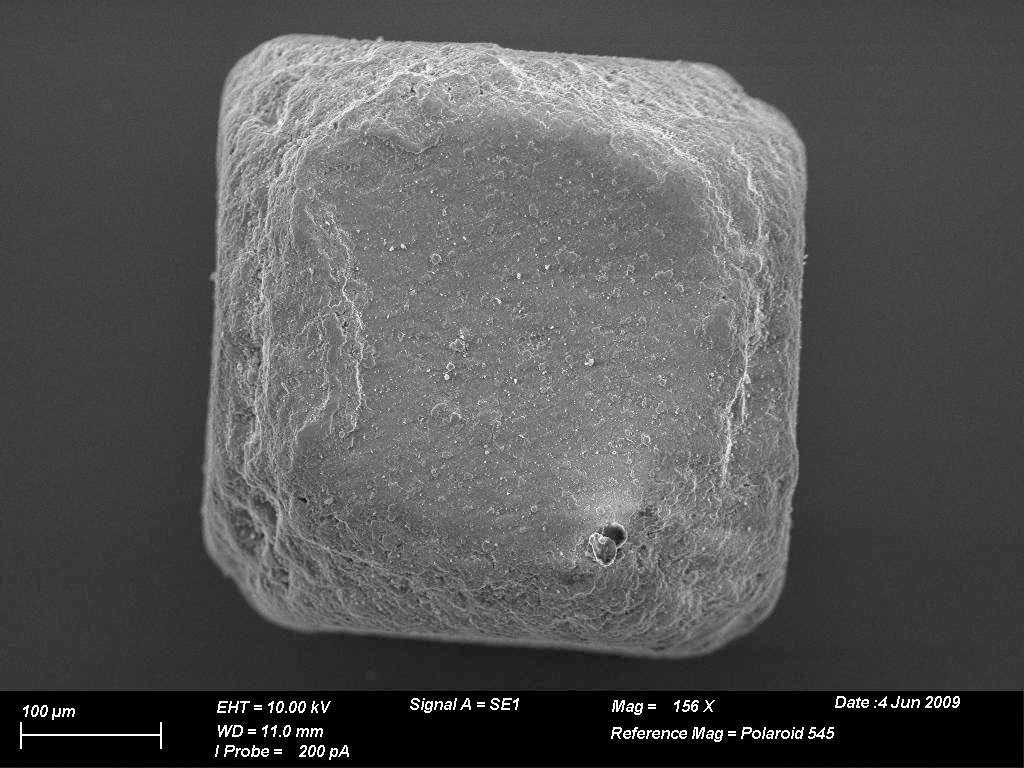

الآثار الصحية للأملاح هي الظُروف المُصاحبة لإِستهلاك كميات قليلة أو كثيرة من الملح. فالملح هو معدن يَتكونْ أساسًا مِن كلوريد الصوديوم «NaCl» ويُستخدمْ في الطعامِ سواءًا لِحفظة أو لإِعطَائِه النكهة.
حيثُ تحتاج أَغلب الكَائِنات الحية لأيونات الصوديوم بكمياتٍ قليلةٍ، مثل أيونات الكلوريد. يَرتبطُ الملحُ بِتنظيمِ مُحتوى الماء «اتزان السوائل» للجسم.
تُستخدم أيونات الصوديوم نَفسها في الإشاراتِ الكهربائية في الجهازِ العصبى.
فمراكز السيطرة على الامراضِ والوقايةِ أقرتْ أَن زِيادة الصوديوم من المُمكن أَن تزيدَ من غط الدم وأيضًا مخاطر الإصابة بأمراضِ القلبِ وكذلك السكتةِ الدماغية لبعضِ الأفراد. وعَليه تُوصى السُلطات الصحية بتحديدِ الصوديوم الغذائى. فقسم الصحة والخدمات الإنسانية الأمريكية يُوصى بأَن يَستهلك الأفراد مالايزيد عن «1500-2300 ملى جرام من الصوديوم» أي «3750-5750 ملى جرام من الملح» في اليوم. مُعتمدين على نوعِ الحالةِ الصحيةِ والعمرِ.
وتُوصى مُنظمة الصحةِ العالميةِ المُراهقون بِعدم إستهلاك مالايزيد عن «5 جرام من الملح» يوميًا.
كتغذية جوهرية، يرتبط الصوديوم بوظائفٍ خلويةٍ وعضويةٍ هائلةٍ. وتناول الملح بكميات قليلة جدًا، أقل من«3 جرام» في اليوم، ربما يزيد من خطر الإصابة بأمراض القلب والاوعية الدموية والموت المُبكر.

## هناك العديد من الفوائد للأملاح المعدنية منها
1-تحافظ على كثافة الجسم ومعدل الأفرازات والسوائل.
2-عند حدوث جرح خارجى تسك الدم خاصية التجلط من أجل وقف النزيف.
3-تساهم في تكوين المادة الصباغية في الدم(الهيموجلوبين).
4-تساعد على اكساب الأنسجة قدر هائل من المرونة.
5-تنظيم التفاعلات الكيميائية في الجسم.
6-تدخل في بناء العظام والأسنان والغضاريف.
1. ↑  Caldwell، J. H.؛ Schaller، K. L.؛ Lasher، R. S.؛ Peles، E.؛ Levinson، S. R. (25 أبريل 2000). "Sodium channel Nav1.6 is localized at nodes of Ranvier, dendrites, and synapses". Proceedings of the National Academy of Sciences. ج. 97 ع. 10: 5616–5620. DOI:10.1073/pnas.090034797. ISSN:0027-8424. مؤرشف من الأصل في 2019-12-10. {{استشهاد بدورية محكمة}}: |archive-date= / |archive-url= timestamp mismatch (مساعدة)
2. 1 2  (U.S.)، Centers for Disease Control (1981-). Centers for Disease Control rickettsial disease surveillance. U.S. Dept. of Health and Human Services, Public Health Service. OCLC:9073135. مؤرشف من الأصل في 2019-12-10. {{استشهاد بكتاب}}: تحقق من التاريخ في: |تاريخ= (مساعدة)
3. ↑  Lauber، Renee P.؛ Sheard، Nancy F. (27 أبريل 2009). "The American Heart Association Dietary Guidelines for 2000: A Summary Report". Nutrition Reviews. ج. 59 ع. 9: 298–306. DOI:10.1111/j.1753-4887.2001.tb07021.x. ISSN:0029-6643. مؤرشف من الأصل في 2020-04-27.
4. ↑  Capra، Sandra (2006-06). "New nutrient reference values for Australia and New Zealand: Implementation issues for nutrition professionals". Nutrition <html_ent glyph="@amp;" ascii="&"/> Dietetics. ج. 63 ع. 2: 64–65. DOI:10.1111/j.1747-0080.2006.00053.x. ISSN:1446-6368. مؤرشف من الأصل في 2019-12-10. {{استشهاد بدورية محكمة}}: تحقق من التاريخ في: |تاريخ= (مساعدة)
5. ↑  Division.، Canada. Pest Management Regulatory Agency. Alternative Strategies and Regulatory Affairs (2006). Sodium chloride. Pest Management Regulatory Agency, Health Canada. ISBN:0662438787. OCLC:186471556. مؤرشف من الأصل في 2019-12-10.
6. ↑  (Canada)، Provincial and Territorial Ministers of Health (2012)). Reducing the sodium intake of Canadians : a provincial and territorial report on progress and recommendations for future action. Conference of Provincial-Territorial Ministers of Health. OCLC:812916153. مؤرشف من الأصل في 2019-12-10. {{استشهاد بكتاب}}: تحقق من التاريخ في: |تاريخ= (مساعدة)
7. ↑  Services.، United States. Department of Agriculture. United States. Department of Health and Human ([2011]). Dietary guidelines for Americans, 2010 : for a healthier life. McGraw-Hill. ISBN:9780077504618. OCLC:808591785. مؤرشف من الأصل في 2019-12-10. {{استشهاد بكتاب}}: تحقق من التاريخ في: |تاريخ= (مساعدة)
8. ↑  Peters، R. M.؛ Flack، J. M. (2000). "Salt sensitivity and hypertension in African Americans: implications for cardiovascular nurses". Progress in Cardiovascular Nursing. ج. 15 ع. 4: 138–144. ISSN:0889-7204. PMID:11098526. مؤرشف من الأصل في 2018-09-04.
9. ↑  Zynjuk، Linda D. (1995). "Chesapeake Bay: Measuring Pollution Reduction" (PDF). Fact Sheet. DOI:10.3133/fs05595. ISSN:2327-6932. مؤرشف من الأصل في 2020-04-27.
10. ↑  Mente، Andrew؛ O'Donnell، Martin؛ Rangarajan، Sumathy؛ Dagenais، Gilles؛ Lear، Scott؛ McQueen، Matthew؛ Diaz، Rafael؛ Avezum، Alvaro؛ Lopez-Jaramillo، Patricio (30 يوليو 2016). "Associations of urinary sodium excretion with cardiovascular events in individuals with and without hypertension: a pooled analysis of data from four studies". Lancet (London, England). ج. 388 ع. 10043: 465–475. DOI:10.1016/S0140-6736(16)30467-6. ISSN:1474-547X. PMID:27216139. مؤرشف من الأصل في 2019-09-29.
11. ↑  Graudal، Niels؛ Jürgens، Gesche؛ Baslund، Bo؛ Alderman، Michael H. (20 مارس 2014). "Compared With Usual Sodium Intake, Low- and Excessive-Sodium Diets Are Associated With Increased Mortality: A Meta-Analysis". American Journal of Hypertension. ج. 27 ع. 9: 1129–1137. DOI:10.1093/ajh/hpu028. ISSN:0895-7061. مؤرشف من الأصل في 2020-04-27.

1. ↑  منوعات مونجى(Se7ety. Life) نسخة محفوظة 09 أكتوبر 2018 على موقع واي باك مشين.
2. ↑  hamed، ahmed ([2018]). "egypt". https://www.se7ety.life/. منوعات مونجى(se7ety.life). {{استشهاد ويب}}: تحقق من التاريخ في: |تاريخ= (مساعدة)، الوسيط |تاريخ الوصول بحاجة لـ |مسار= (مساعدة)، الوسيط |مسار= غير موجود أو فارع (مساعدة)، وروابط خارجية في |موقع= (مساعدة)